# ستيغ فون باير
ستيغ فون باير (بالسويدية: Stig von Bayer)‏ هو كاتب سويدي، ولد في 6 يوليو 1937.

## روابط خارجية
- ستيغ فون باير على موقع قاعدة بيانات الأفلام السويدية (السويدية)